# سیدارویل (اوهایو)
سیدارویل (به انگلیسی: Cedarville) یک روستا در ایالات متحده آمریکا است که در شهرستان گرین، اوهایو واقع شده‌است. سیدارویل ۳٫۴۲ کیلومتر مربع مساحت و ۴٬۰۱۹ نفر جمعیت دارد و ۳۲۰ متر بالاتر از سطح دریا واقع شده‌است.